# الكاريبي
الْكَارِيبِي أو الْقَرَائِب (بالإنجليزية: Caribbean)، (بالإسبانية: El Caribe) هو اسم لمنطقة جغرافية في العالم الجديد تتكون من البحر القرائب وجزره وشطآنه المحيطة به. تقع المنطقة إلى الجنوب الشرقي من أمريكا الشمالية وشرقي أمريكا الوسطى وإلى الشمال والشرق من أمريكا الجنوبية.
غالبية أجزاء المنطقة تقع على الصفيحة الكاريبية. في الكاريبي توجد هناك حوالي 7000 جزيرة. جزر الهند الغربية تتكون من الأنتيل وتنقسم إلى جزر الأنتيل الكبرى وجزر الأنتيل الصغرى بالإضافة إلى البهاما. جيوسياسيًا، تعد جزر الهند الغربية تابعة لأمريكا الشمالية وتنقسم إلى 28 جزءًا من ضمنها الدول المستقلة فيها وغيرها من المناطق التابعة لأوروبا أو أمريكا. في عام 1958 تأسست دولة سميت اتحاد جزر الهند الغربية ما لبثت أن انحلت عام 1962، وكان هذا الاتحاد مكونا من 10 دول متحدثة باللغة الإنجليزية في الكاريبي.

## البلدان والأقاليم
| البلد أو الإقليم                             | السيادة                  | المساحة (كم2) | تعداد السكان (2018) | الكثافة الشكانية | العاصمة        |
| -------------------------------------------- | ------------------------ | ------------- | ------------------- | ---------------- | -------------- |
| أنتيغوا وباربودا                             | مستقل                    | 442           |                     | 199.1            | سانت جونز      |
| جزر البهاما                                  | مستقل                    | 13٬943        |                     | 24.5             | ناساو          |
| باربادوس                                     | مستقل                    | 430           |                     | 595.3            | بريدج تاون     |
| بونير                                        | مملكة هولندا             | 294           | 12٬093              | 41.1             | كرالينديك      |
| سينت أوستاتيوس                               | مملكة هولندا             | 21            | 2,739               | 130.4            | أورانياستاد    |
| سابا                                         | مملكة هولندا             | 13            | 1٬537               | 118.2            | ذي بوتوم       |
| أروبا                                        | مملكة هولندا             | 180           |                     | 594.4            | أورنجستاد      |
| كوراساو                                      | مملكة هولندا             | 444           |                     | 317.1            | ويلمستاد       |
| سينت مارتن                                   | مملكة هولندا             | 34            | 41٬940              | 1176.7           | فيليبسبورج     |
| تجمع سان مارتين                              | فرنسا                    | 54            | 37٬264              | 552.2            | ماريجوت        |
| غوادلوب                                      | فرنسا                    | 1٬628         |                     | 246.7            | باس-تير        |
| مارتينيك                                     | فرنسا                    | 1٬128         |                     | 352.6            | فور دو فرانس   |
| سان بارتيلمي                                 | فرنسا                    | 21            | 7٬448               | 354.7            | غوستافيا       |
| جمهورية الدومينيكان                          | مستقل                    | 48٬671        |                     | 207.3            | سانتو دومينغو  |
| هايتي                                        | مستقل                    | 27٬750        |                     | 361.5            | بورت أو برانس  |
| جزيرة نافاسا                                 | هايتي / الولايات المتحدة | 5             | 0                   | 0.0              | لا يوجد        |
| بورتوريكو                                    | الولايات المتحدة         | 8٬870         |                     | 448.9            | سان خوان       |
| جزر العذراء الأمريكية                        | الولايات المتحدة         | 347           |                     | 317.0            | شارلوت أمالي   |
| جزر العذراء البريطانية                       | المملكة المتحدة          | 151           |                     | 152.3            | رود تاون       |
| أنغويلا                                      | المملكة المتحدة          | 91            |                     | 164.8            | ذا فالي        |
| جزر كايمان                                   | المملكة المتحدة          | 264           |                     | 212.1            | جورج تاون      |
| مونتسرات                                     | المملكة المتحدة          | 102           |                     | 58.8             | بلميوث (برديز) |
| جزر توركس وكايكوس                            | المملكة المتحدة          | 948           |                     | 34.8             | كوكبرن تاون    |
| كوبا                                         | مستقل                    | 109٬886       |                     | 102.0            | هافانا         |
| دومينيكا                                     | مستقل                    | 751           |                     | 89.2             | روسو           |
| جامايكا                                      | مستقل                    | 10٬991        |                     | 247.4            | كينغستون       |
| غرينادا                                      | مستقل                    | 344           |                     | 302.3            | سانت جورجز     |
| قالب:بيانات بلد أرخبيل سان أندريس            | كولومبيا                 | 52٫5          | 75٬167              | 1431             | سان أندرياس    |
| قالب:بيانات بلد التبعيات الفيدرالية لفنزويلا | فنزويلا                  | 342           | 2٬155               | 6.3              | جران روكي ‏     |
| قالب:بيانات بلد نويفا إسبارتا                | فنزويلا                  | 1٬151         | 491٬610             | 427.1            | لا أسونسيون    |
| ترينيداد وتوباغو                             | مستقل                    | 5٬130         |                     | 261.0            | بورت أوف سبين  |
| سانت كيتس ونيفيس                             | مستقل                    | 261           |                     | 199.2            | باستير         |
| سانت لوسيا                                   | مستقل                    | 539           |                     | 319.1            | كاستريس        |
| سانت فينسنت والغرينادين                      | مستقل                    | 389           |                     | 280.2            | كينغستاون      |
| المجموع                                      | المجموع                  | 235٬667       | 43٬721٬039          | 187.6            |                |

## التاريخ

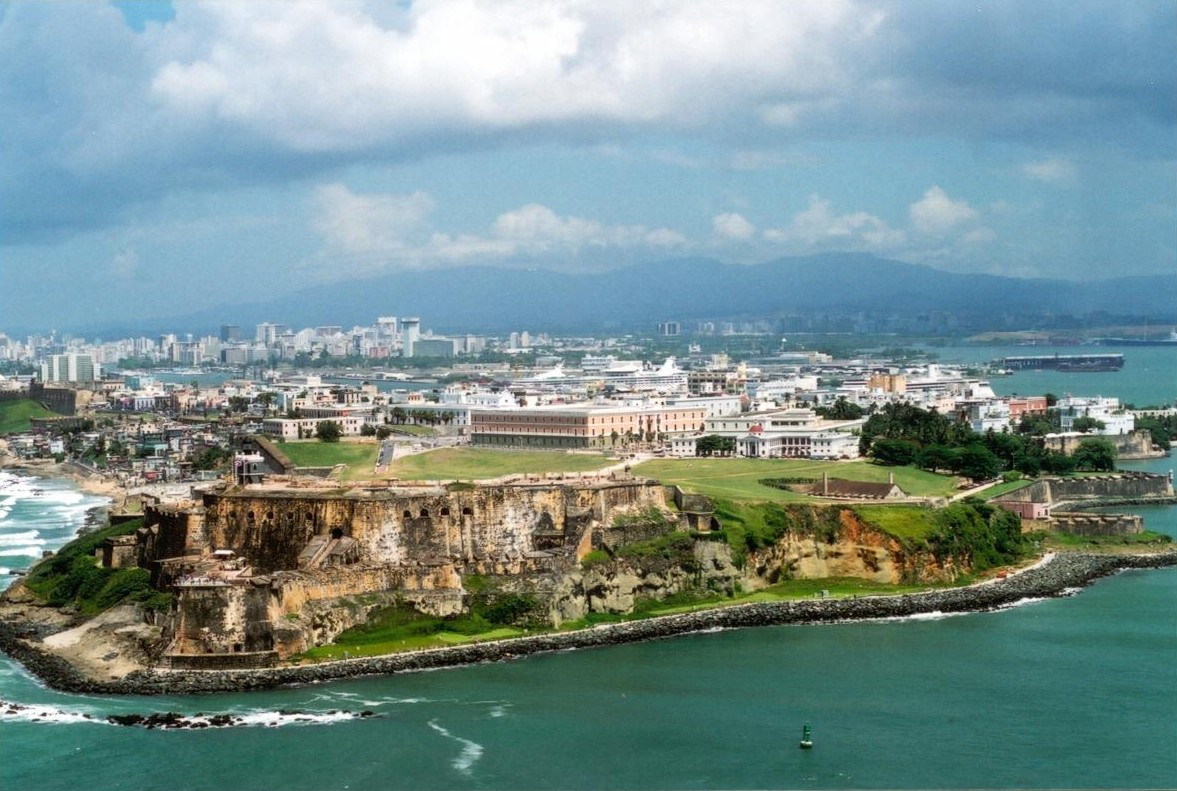
سان خوان

يكشف تاريخ منطقة الكاريبي عن المراحل التي عاشتها المنطقة في الصراعات الاستعمارية للقوى الأوروبية منذ القرن الخامس عشر، حطّ كريستوفر كولومبوس في منطقة الكاريبي وزعم المنطقة لإسبانيا.
أُسّست أولى المستوطنات الإسبانية في منطقة البحر الكاريبي عام 1493، وعلى الرغم من أن الغزوات الإسبانية لإمبراطورية الأزتك وإمبراطورية الإنكا في أوائل القرن السادس عشر جعلت المكسيك و البيرو أكثر الأماكن المرغوبة لاستكشاف واستيطان الإسبان، إلا أن منطقة الكاريبي حافظت على أهميتها الاستراتيجية.
ابتداءً من عشرينيات وثلاثينيات القرن السابع عشر، أنشأ القراصنة التفويضيون والتجار والمستوطنون الذين لا ينحدرون من أصلٍ إسباني مستعمراتٍ دائمة ومراكز تجارية في جزرٍ أهملتها إسبانيا. انتشرت هذه المستعمرات في جميع أنحاء منطقة الكاريبي، من جزر البهاماس في الشمال الغربي إلى توباغو في الجنوب الشرقي. بالإضافة إلى ذلك، بدءًا من عشرينيات القرن السابع عشر، استقرّ القراصنة الفرنسيون والإنجليز في أماكن مثل جزيرة تورتوغا، والسواحل الشمالية والغربية من هيسبانيولا (هايتي وجمهورية الدومينيكان) وفي جامايكا لاحقًا.

### قبل الاتصال الأوروبي
عُثِر على أقدم دليلٍ على الاستيطان البشري في منطقة البحر الكاريبي في مواقع أوتويرويد في ترينيداد التي يعود تاريخها إلى منتصف الألفية السادسة قبل الميلاد. وصلوا إلى هيسبانيولا وكوبا في منتصف الألفية الخامسة قبل الميلاد، حيث يُعرف مجتمعهم أيضًا باسم كاسيريمويد. قد يكون وجود غواناهاتابي البدائية في غرب كوبا في وقت وصول كولومبوس يمثّل استمرارًا لثقافتهم أو وصولًا أحدث من جنوب فلوريدا أو يوكاتان.
جرى تأهيل الجزر بالسكان حينها من خلال موجاتٍ متتالية من الغزاة الذين يسافرون من الجنوب إلى الشمال من القواعد الأولية في وادي نهر أورينوكو. انتشرت ثقافة السلادويد شمالًا من ترينيداد، ليُدخل إليها الفخار والخزف وذلك بين 400 و200 قبل الميلاد. في وقتٍ ما بعد عام 250 للميلاد، تبعهم البارانكويد وحلّوا مكانهم في ترينيداد. انهارت مستوطنات هذا المجتمع في أورينوكو حوالي عام 650 وتوسّعت مجموعةٌ أخرى، أراوكوينويد (التي أصبحت لاحقًا «تاينو» أو «أراواك»)، في المنطقة والشمال على طول سلسلة الجزر. حوالي عام 1200 أو 1300، دخلت مجموعةٌ رابعة، مايويد (لاحقًا «الكاريبيون»)، ترينيداد. وظلّوا مهيمنين إلى حين الغزو الإسباني.
في الوقت الذي وصل فيه الأوروبيون، كانت ثلاثة شعوبٍ أصلية من الهنود الأمريكيين الأصليين تعيش في الجزر: شعب التاينو في جزر أنتيل الكبرى وجزر البهاماس وجزر ليوارد. وكاريب الجزيرة والغاليبي في جزر ويندوارد؛ وشعب السيبوني في غرب كوبا. ينقسم شعب التاينو إلى التاينو التقليديون، الذين احتلوا هيسبانيولا وبورتوريكو، والتاينو الغربيون، الذين احتلّوا كوبا وجامايكا والأرخبيل البهامي، والتاينو الشرقيون، الذين احتلوا جزر ليوارد. كانت ترينيداد يقطنها كل من الجماعات الناطقة بالكاريبية والناطقة باللغة الأراواكية.
غيّرت دراسات الحمض النووي بعض المعتقدات التقليدية حول تاريخ الشعوب الأصلية قبل كولومبوس. صمّم خوان مارتينيز كروزادو، عالم الوراثة من جامعة بورتوريكو في ماياغويز، دراسةً استقصائية للحمض النووي على مستوى الجزيرة لشعب بورتوريكو. وفقًا للاعتقاد التاريخي التقليدي، فإن الأصل العرقي الرئيسي للبورتوريكيين هو الإسباني، مع بعض الأصول الأفريقية، وأصولٍ أصلية بعيدة وأقلّ أهمية. كشف بحث كروزادو عن نتائج مذهلةٍ في عام 2003. ووجد البحث أن 61% من جميع البورتوريكيين لديهم في الواقع الحمض النووي للميتوكوندريا الأمريكية الهندية، و27% لديهم من أفارقة و 12% من قوقازيين.

### التاريخ الاستعماري المبكر
بعد فترةٍ وجيزة من رحلات كريستوفر كولومبوس إلى الأمريكتين، بدأت السفن البرتغالية والإسبانية في المطالبة بأراضي في أمريكا الوسطى والجنوبية. جلبت هذه المستعمرات الذهب، وأمِلت قوىً أوروبية أخرى، وتحديدًا إنجلترا وهولندا وفرنسا، في إنشاء مستعمراتٍ خاصّةٍ بها تدرّ لها الأرباح. إن التنافسات الإمبراطورية في الكاريبي جعلتها منطقةً مُتنازعٌ عليها خلال الحروب الأوروبية التي استمرّت لقرون. انفصلت معظم أمريكا الإسبانية عن الإمبراطورية الإسبانية في حروب استقلال أمريكا الإسبانية في أوائل القرن التاسع عشر، ولكن بقيت كوبا وبورتوريكو تحت التاج الإسباني إلى حين اندلاع الحرب الأمريكية الإسبانية عام1898>.

#### الغزو الإسباني
كان الاتصال مع شعب اللوكيان في جزر البهاماس وشعب التاينو في كوبا والساحل الشمالي لإسبانيولا خلال الرحلة الأولى للمستكشف كريستوفر كولومبوس، وجرى نقل عددٍ قليلٍ من السكان الأصليين إلى إسبانيا. عُثِرعلى كمياتٍ صغيرة من الذهب في حُليّهم الشخصي والأشياء الأخرى مثل الأقنعة والأحزمة. استعبد الإسبان، الذين جاؤوا سعيًا للثروة، السكان الأصليين وذهبوا بهم بسرعةٍ إلى شبه الانقراض. استورد الإسبان العبيد الأفارقة لاستكمال العمالة الأمريكية الهندية. (انظر أيضًا الرّق في مستعمرات إسبانيا في العالم الجديد.) على الرغم من استحواذ إسبانيا على منطقة البحر الكاريبي بأكملها، إلا أنها استوطنت فقط في جزر هيسبانيولا (1493) وبورتوريكو (1508) وجامايكا (1509) وكوبا (1511) وترينيداد (1530). استثنى الإسبان في حالة «جزر اللؤلؤ» الصغيرة في كوباجوا ومارغريتا قبالة الساحل الفنزويلي بسبب أسرّتهم المصنوعة من اللؤلؤ، والتي أُنتِجت على نطاقٍ واسع بين عامي 1508 و1530.

#### قوى أوروبية أخرى
أرست القوى الأوروبية الأخرى وجودًا لها في الكاريبي بعد تهاوي الإمبراطورية الإسبانية، ويرجع ذلك جزئيًا إلى انخفاض عدد السكان الأصليين في المنطقة بسبب الأمراض الأوروبية. عقِب الهولنديون والفرنسيون والبريطانيون بعضهم في المنطقة وأسسّوا وجودًا طويل الأمد. جلبوا معهم ملايين العبيد الذين استوردوهم من أفريقيا لدعم نظام المزارع الاستوائي الذي انتشر في جزر الكاريبي.
- كان فرانسيس دريك قرصانًا تفويضيًا إنجليزيًا هاجم العديد من المستوطنات الإسبانية. كانت مأثُرة الكاريبي الأكثر شهرة تتمثّل في الاستيلاء على القطار الفضي الإسباني في نومبري دي ديوس (بالإسبانية: اسم الرب) في مارس <1573.
- بدأ الاستعمار البريطاني لبرمودا في عام 1612. بدأ الاستعمار البريطاني الكاريبي الغربي بالسيطرة على سانت كيتس عام 1623 وباربادوس عام 1627. واستُخدِمت السابقة كقاعدةٍ للاستعمار البريطاني لجاراتها نيفيس (1628) وأنتيغوا (1632) ومونتسرات (1632) وأنغويلا (1650) وتورتولا (1672).
- بدأ الاستعمار الفرنسي أيضًا في سانت كيتس، حيث أقدم البريطانيون والفرنسيون على اقتسام الجزيرة فيما بينهم في عام 1625. اسُخدِمت كقاعدةٍ لاستعمار الجزر الأكبر مثل جوادلوب (1635) ومارتينيك (1635)، وسانت مارتن (1648)، وسانت بارتيلمي (1648)، وسانت كروا (1650)، لكن الاستعمار الفرنسي خسِرها بالكامل لصالح بريطانيا في عام 1713. انطلاقًا من مارتينيك استعمر الفرنسيون سانت لوسيا (1643) وغرينادا (1649) ودومينيكا (1715) وسانت فينسنت (1719). استولى الأدميرال الإنجليزي ويليام بن على جامايكا في عام 1655 وبقيت تحت الحكم البريطاني لأكثر من 300 عام.[19]
- انتشرت القرصنة في منطقة البحر الكاريبي على نطاقٍ واسع خلال الحقبة الاستعمارية المبكرة، خاصةً بين عامي 1640 و1680. غالبًا ما يُستخدم مصطلح «بوكانير» لوصف قرصانٍ يعمل في هذه المنطقة.
- أسّس البوكانير الفرنسيون مستوطنةً في جزيرة السلاحف، إلى الشمال من هيسبانيولا، في عام 1625؛ التي لم يتمكّن الإسبان من تدميرها بصورةٍ دائمة على الرغم من محاولاتٍ عديدة. تأسّست المستوطنة في تورتوجا (جزيرة السلاحف) رسميًا في عام 1659 بتكليفٍ من لويس الرابع عشر ملك فرنسا. جرى تأسيس كاب فرانسوا (لاحقًا كاب فرانسيه، والآن كاب هايتيان) في البرّ الرئيسي لجزيرة هيسبانيولا في عام 1670. بموجب معاهدة ريزويك في عام 1697، تنازلت إسبانيا رسميًا عن الثلث الغربي من هيسبانيولا إلى فرنسا.[20][21][22]
- استولى الهولنديون على سابا وسانت مارتن وسسينت أوستاتيوس وكوراساو وبونير وأروبا[23] وتوباغو وسانت كروا وتورتولا وأنيغادا وفيرجن جوردا وأنغويلا، ولوقتٍ قصير بورتوريكو، وأُطلِق عليهم معًا جزر المملكة الهولندية الكاريبية الغربية، في القرن السابع عشر.
- حكمت الدنمارك-النرويج في البداية جزءًا، ثم جميع جزر العذراء الأمريكية الحالية منذ عام 1672، وباعت الدنمارك سيادتها على جزر الدنمارك الكاريبية الغربية إلى الولايات المتحدة في عام 1917، وما زالت الولايات المتحدة تُديرها.

### الحرب العالمية الثانية
لم يبقَ سوى جزيرتي كوبا وبورتوريكو كجزءٍ من الإمبراطورية الإسبانية في العالم الجديد وذلك بعد حروب استقلال أمريكا الإسبانية في أوائل القرن التاسع عشر. كانت منطقة البحر الكاريبي منطقةً تمتاز بأهميتها مرّةً أخرى خلال الحرب العالمية الثانية في القرن العشرين، وفي موجة إنهاء الاستعمار بعد الحرب، وفي التوتر الدائر بين كوبا الشيوعية والولايات المتحدة. أعطت الإبادة الجماعية والعبودية والهجرة والتنافس بين القوى العالمية تاريخ الكاريبي تأثيرًا لا يتناسب مع مساحته.

## مجموعات الجزر
| - جزر البهاما - جزر تركس وكايكوس (المملكة المتحدة) - كوبا - هيسبانيولا مقسة سياسياً بين - هايتي - جمهورية الدومينيكان - جامايكا - جزر كايمان (المملكة المتحدة) - بورتوريكو (الولايات المتحدة) | جزر الأنتيل الصغرى جزر ليوارد جزر العذراء الأمريكية سانت كروا سانت توماس جزيرة المياه الجزر العذراء البريطانية تورتولا فيرجن غوردا أنيغادا جوست فان دايك أنغويلا (المملكة المتحدة) أنتيغوا بربودا ريدوندا | - سانت مارتن منقسمة سياسيا بين - تجمع سان مارتين (فرنسا) - سانت مارتن (هولندا) - سابا (هولندا) - سينت اوستاتيوس (هولندا) - سانت بارتيليمي (فرنسا) - سانت كيتس ونيفيس - سانت كيتس - نيفيس - مونتسرات (المملكة المتحدة) - غوادلوب (فرنسا) بما في ذلك - ليه سينتس - ماري جالانت - لا ديزيرادي | - مارتينيك (فرنسا) - سانت لوسيا - سانت فنسنت وجزر الغرينادين - سانت فنتسنت - جزر الغرينادين - غرينادا - بربادوس - ترينيداد وتوباغو - توباغو - ترينيداد | - كوراساو (مملكة هولندا) - بونير (مملكة هولندا) - أروبا (مملكة هولندا) |

## مناخ

خريطة جزر الكاريبي حسب تصنيف كوبن للمناخ.

يتراوح مناخ المنطقة بين المناخ الاستوائي في بعض المناطق إلى مناخ مدري موسمي ومدري قاري في مناطق أخرى. ويمتد الموسم الرطب من مايو حتى نوفمبر، في حين أن موسم الجفاف يبدأ من ديسمبر حتى أبريل. ويمتد موسم الأعاصير من يونيو إلى نوفمبر، ولكنها تحدث بشكل متكرر في أغسطس وسبتمبر وهي أكثر شيوعًا في الجزر الشمالية للكاريبي. ومن أشهر الأمثلة إعصار إيرما الذي ضرب المنطقة خلال موسم الأعاصير لعام 2017. وعادة ما تتراوح درجة الحرارة بين 30 °م (86 °ف) في الأشهر الدافئة إلى 26 °م (79 °ف) في الأشهر الباردة. ويتراوح فرق درجات الحرارة في الشتاء إلى الصيف بنحو 2-5 درجات مئوية في الجزر الجنوبية وبفارق يتراوح بين 10 و 20 درجة مئوية في الجزر الشمالية.
جمهورية الدومينيكان: خط العرض 18 درجة شمالا
| البيانات المناخية لـسانتو دومينغو، جمهورية الدومينيكان | البيانات المناخية لـسانتو دومينغو، جمهورية الدومينيكان | البيانات المناخية لـسانتو دومينغو، جمهورية الدومينيكان | البيانات المناخية لـسانتو دومينغو، جمهورية الدومينيكان | البيانات المناخية لـسانتو دومينغو، جمهورية الدومينيكان | البيانات المناخية لـسانتو دومينغو، جمهورية الدومينيكان | البيانات المناخية لـسانتو دومينغو، جمهورية الدومينيكان | البيانات المناخية لـسانتو دومينغو، جمهورية الدومينيكان | البيانات المناخية لـسانتو دومينغو، جمهورية الدومينيكان | البيانات المناخية لـسانتو دومينغو، جمهورية الدومينيكان | البيانات المناخية لـسانتو دومينغو، جمهورية الدومينيكان | البيانات المناخية لـسانتو دومينغو، جمهورية الدومينيكان | البيانات المناخية لـسانتو دومينغو، جمهورية الدومينيكان | البيانات المناخية لـسانتو دومينغو، جمهورية الدومينيكان |
| الشهر                                                  | يناير                                                  | فبراير                                                 | مارس                                                   | أبريل                                                  | مايو                                                   | يونيو                                                  | يوليو                                                  | أغسطس                                                  | سبتمبر                                                 | أكتوبر                                                 | نوفمبر                                                 | ديسمبر                                                 | المعدل السنوي                                          |
| ------------------------------------------------------ | ------------------------------------------------------ | ------------------------------------------------------ | ------------------------------------------------------ | ------------------------------------------------------ | ------------------------------------------------------ | ------------------------------------------------------ | ------------------------------------------------------ | ------------------------------------------------------ | ------------------------------------------------------ | ------------------------------------------------------ | ------------------------------------------------------ | ------------------------------------------------------ | ------------------------------------------------------ |
| الدرجة القصوى °م (°ف)                                  | 34.4 (93.9)                                            | 33.9 (93.0)                                            | 36.0 (96.8)                                            | 37.0 (98.6)                                            | 39.5 (103.1)                                           | 37.2 (99.0)                                            | 37.8 (100.0)                                           | 38.8 (101.8)                                           | 36.7 (98.1)                                            | 38.8 (101.8)                                           | 35.0 (95.0)                                            | 33.5 (92.3)                                            | 39.5 (103.1)                                           |
| متوسط درجة الحرارة الكبرى °م (°ف)                      | 29.4 (84.9)                                            | 29.3 (84.7)                                            | 29.6 (85.3)                                            | 30.3 (86.5)                                            | 30.6 (87.1)                                            | 31.3 (88.3)                                            | 31.7 (89.1)                                            | 31.8 (89.2)                                            | 31.6 (88.9)                                            | 31.3 (88.3)                                            | 30.8 (87.4)                                            | 29.8 (85.6)                                            | 30.6 (87.1)                                            |
| المتوسط اليومي °م (°ف)                                 | 24.7 (76.5)                                            | 24.6 (76.3)                                            | 25.1 (77.2)                                            | 25.8 (78.4)                                            | 26.5 (79.7)                                            | 27.2 (81.0)                                            | 27.3 (81.1)                                            | 27.4 (81.3)                                            | 27.3 (81.1)                                            | 26.9 (80.4)                                            | 26.3 (79.3)                                            | 25.2 (77.4)                                            | 26.2 (79.2)                                            |
| متوسط درجة الحرارة الصغرى °م (°ف)                      | 20.0 (68.0)                                            | 19.9 (67.8)                                            | 20.5 (68.9)                                            | 21.4 (70.5)                                            | 22.5 (72.5)                                            | 23.1 (73.6)                                            | 23.0 (73.4)                                            | 23.0 (73.4)                                            | 23.0 (73.4)                                            | 22.6 (72.7)                                            | 21.9 (71.4)                                            | 20.6 (69.1)                                            | 21.8 (71.2)                                            |
| أدنى درجة حرارة °م (°ف)                                | 11.0 (51.8)                                            | 11.0 (51.8)                                            | 13.3 (55.9)                                            | 15.5 (59.9)                                            | 16.5 (61.7)                                            | 18.6 (65.5)                                            | 18.2 (64.8)                                            | 18.0 (64.4)                                            | 18.0 (64.4)                                            | 17.0 (62.6)                                            | 17.0 (62.6)                                            | 13.0 (55.4)                                            | 11.0 (51.8)                                            |
| معدل هطول الأمطار مم (إنش)                             | 74.5 (2.93)                                            | 67.9 (2.67)                                            | 61.9 (2.44)                                            | 72.1 (2.84)                                            | 176.6 (6.95)                                           | 116.4 (4.58)                                           | 131.2 (5.17)                                           | 178.1 (7.01)                                           | 208.7 (8.22)                                           | 186.2 (7.33)                                           | 132.5 (5.22)                                           | 82.9 (3.26)                                            | 1٬489 (58.62)                                          |
| متوسط الأيام الممطرة (≥ 1.0 mm)                        | 8.3                                                    | 6.8                                                    | 7.0                                                    | 6.5                                                    | 10.5                                                   | 9.3                                                    | 10.8                                                   | 11.5                                                   | 12.1                                                   | 12.5                                                   | 10.7                                                   | 9.1                                                    | 115.1                                                  |
| متوسط الرطوبة النسبية (%)                              | 82.0                                                   | 81.1                                                   | 80.1                                                   | 79.4                                                   | 82.2                                                   | 82.2                                                   | 82.2                                                   | 83.3                                                   | 84.0                                                   | 84.8                                                   | 84.0                                                   | 82.6                                                   | 82.3                                                   |
| ساعات سطوع الشمس الشهرية                               | 239.7                                                  | 229.6                                                  | 253.4                                                  | 248.8                                                  | 233.9                                                  | 232.3                                                  | 225.9                                                  | 231.6                                                  | 219.9                                                  | 230.7                                                  | 227.5                                                  | 224.1                                                  | 2٬797٫4                                                |
| المصدر: ONAMET                                         |                                                        |                                                        |                                                        |                                                        |                                                        |                                                        |                                                        |                                                        |                                                        |                                                        |                                                        |                                                        |                                                        |

أروبا: خط العرض 12 درجة شمالاً
| البيانات المناخية لـأورانجيستاد ، أروبا (1981-2010 ، أقصى 1951-2010) | البيانات المناخية لـأورانجيستاد ، أروبا (1981-2010 ، أقصى 1951-2010) | البيانات المناخية لـأورانجيستاد ، أروبا (1981-2010 ، أقصى 1951-2010) | البيانات المناخية لـأورانجيستاد ، أروبا (1981-2010 ، أقصى 1951-2010) | البيانات المناخية لـأورانجيستاد ، أروبا (1981-2010 ، أقصى 1951-2010) | البيانات المناخية لـأورانجيستاد ، أروبا (1981-2010 ، أقصى 1951-2010) | البيانات المناخية لـأورانجيستاد ، أروبا (1981-2010 ، أقصى 1951-2010) | البيانات المناخية لـأورانجيستاد ، أروبا (1981-2010 ، أقصى 1951-2010) | البيانات المناخية لـأورانجيستاد ، أروبا (1981-2010 ، أقصى 1951-2010) | البيانات المناخية لـأورانجيستاد ، أروبا (1981-2010 ، أقصى 1951-2010) | البيانات المناخية لـأورانجيستاد ، أروبا (1981-2010 ، أقصى 1951-2010) | البيانات المناخية لـأورانجيستاد ، أروبا (1981-2010 ، أقصى 1951-2010) | البيانات المناخية لـأورانجيستاد ، أروبا (1981-2010 ، أقصى 1951-2010) | البيانات المناخية لـأورانجيستاد ، أروبا (1981-2010 ، أقصى 1951-2010) |
| الشهر                                                                | يناير                                                                | فبراير                                                               | مارس                                                                 | أبريل                                                                | مايو                                                                 | يونيو                                                                | يوليو                                                                | أغسطس                                                                | سبتمبر                                                               | أكتوبر                                                               | نوفمبر                                                               | ديسمبر                                                               | المعدل السنوي                                                        |
| -------------------------------------------------------------------- | -------------------------------------------------------------------- | -------------------------------------------------------------------- | -------------------------------------------------------------------- | -------------------------------------------------------------------- | -------------------------------------------------------------------- | -------------------------------------------------------------------- | -------------------------------------------------------------------- | -------------------------------------------------------------------- | -------------------------------------------------------------------- | -------------------------------------------------------------------- | -------------------------------------------------------------------- | -------------------------------------------------------------------- | -------------------------------------------------------------------- |
| الدرجة القصوى °م (°ف)                                                | 32.5 (90.5)                                                          | 33.0 (91.4)                                                          | 33.9 (93.0)                                                          | 34.4 (93.9)                                                          | 34.9 (94.8)                                                          | 35.2 (95.4)                                                          | 35.3 (95.5)                                                          | 36.1 (97.0)                                                          | 36.5 (97.7)                                                          | 35.4 (95.7)                                                          | 35.0 (95.0)                                                          | 34.8 (94.6)                                                          | 36.5 (97.7)                                                          |
| متوسط درجة الحرارة الكبرى °م (°ف)                                    | 30.0 (86.0)                                                          | 30.4 (86.7)                                                          | 30.9 (87.6)                                                          | 31.5 (88.7)                                                          | 32.0 (89.6)                                                          | 32.2 (90.0)                                                          | 32.0 (89.6)                                                          | 32.6 (90.7)                                                          | 32.7 (90.9)                                                          | 32.1 (89.8)                                                          | 31.3 (88.3)                                                          | 30.4 (86.7)                                                          | 31.5 (88.7)                                                          |
| المتوسط اليومي °م (°ف)                                               | 26.7 (80.1)                                                          | 26.8 (80.2)                                                          | 27.2 (81.0)                                                          | 27.9 (82.2)                                                          | 28.5 (83.3)                                                          | 28.7 (83.7)                                                          | 28.6 (83.5)                                                          | 29.1 (84.4)                                                          | 29.2 (84.6)                                                          | 28.7 (83.7)                                                          | 28.1 (82.6)                                                          | 27.2 (81.0)                                                          | 28.1 (82.6)                                                          |
| متوسط درجة الحرارة الصغرى °م (°ف)                                    | 24.5 (76.1)                                                          | 24.7 (76.5)                                                          | 25.0 (77.0)                                                          | 25.8 (78.4)                                                          | 26.5 (79.7)                                                          | 26.7 (80.1)                                                          | 26.4 (79.5)                                                          | 26.8 (80.2)                                                          | 26.9 (80.4)                                                          | 26.4 (79.5)                                                          | 25.8 (78.4)                                                          | 25.0 (77.0)                                                          | 25.9 (78.6)                                                          |
| أدنى درجة حرارة °م (°ف)                                              | 21.3 (70.3)                                                          | 20.6 (69.1)                                                          | 21.4 (70.5)                                                          | 21.5 (70.7)                                                          | 21.8 (71.2)                                                          | 22.7 (72.9)                                                          | 21.2 (70.2)                                                          | 21.3 (70.3)                                                          | 22.1 (71.8)                                                          | 21.9 (71.4)                                                          | 22.0 (71.6)                                                          | 20.5 (68.9)                                                          | 20.5 (68.9)                                                          |
| الهطول مم (إنش)                                                      | 39.3 (1.55)                                                          | 20.6 (0.81)                                                          | 8.7 (0.34)                                                           | 11.6 (0.46)                                                          | 16.3 (0.64)                                                          | 18.7 (0.74)                                                          | 31.7 (1.25)                                                          | 25.8 (1.02)                                                          | 45.5 (1.79)                                                          | 77.8 (3.06)                                                          | 94.0 (3.70)                                                          | 81.8 (3.22)                                                          | 471.8 (18.58)                                                        |
| المصدر: DEPARTAMENTO METEOROLOGICO ARUBA, (extremes)                 |                                                                      |                                                                      |                                                                      |                                                                      |                                                                      |                                                                      |                                                                      |                                                                      |                                                                      |                                                                      |                                                                      |                                                                      |                                                                      |

بورتوريكو: خط العرض 18 درجة شمالاً
| البيانات المناخية لـسان خوان ، بورتوريكو | البيانات المناخية لـسان خوان ، بورتوريكو | البيانات المناخية لـسان خوان ، بورتوريكو | البيانات المناخية لـسان خوان ، بورتوريكو | البيانات المناخية لـسان خوان ، بورتوريكو | البيانات المناخية لـسان خوان ، بورتوريكو | البيانات المناخية لـسان خوان ، بورتوريكو | البيانات المناخية لـسان خوان ، بورتوريكو | البيانات المناخية لـسان خوان ، بورتوريكو | البيانات المناخية لـسان خوان ، بورتوريكو | البيانات المناخية لـسان خوان ، بورتوريكو | البيانات المناخية لـسان خوان ، بورتوريكو | البيانات المناخية لـسان خوان ، بورتوريكو | البيانات المناخية لـسان خوان ، بورتوريكو |
| الشهر                                    | يناير                                    | فبراير                                   | مارس                                     | أبريل                                    | مايو                                     | يونيو                                    | يوليو                                    | أغسطس                                    | سبتمبر                                   | أكتوبر                                   | نوفمبر                                   | ديسمبر                                   | المعدل السنوي                            |
| ---------------------------------------- | ---------------------------------------- | ---------------------------------------- | ---------------------------------------- | ---------------------------------------- | ---------------------------------------- | ---------------------------------------- | ---------------------------------------- | ---------------------------------------- | ---------------------------------------- | ---------------------------------------- | ---------------------------------------- | ---------------------------------------- | ---------------------------------------- |
| الدرجة القصوى °م (°ف)                    | 33 (92)                                  | 36 (96)                                  | 36 (96)                                  | 36 (97)                                  | 36 (96)                                  | 36 (97)                                  | 35 (95)                                  | 35 (95)                                  | 36 (97)                                  | 36 (97)                                  | 37 (98)                                  | 36 (96)                                  | 34 (94)                                  |
| متوسط درجة الحرارة الكبرى °م (°ف)        | 28 (83)                                  | 29 (84)                                  | 29 (85)                                  | 30 (86)                                  | 31 (87)                                  | 32 (89)                                  | 31 (88)                                  | 31 (88)                                  | 32 (89)                                  | 31 (88)                                  | 30 (86)                                  | 29 (84)                                  | 30 (86)                                  |
| متوسط درجة الحرارة الصغرى °م (°ف)        | 22 (72)                                  | 22 (72)                                  | 23 (73)                                  | 23 (74)                                  | 24 (76)                                  | 26 (78)                                  | 26 (78)                                  | 26 (78)                                  | 26 (78)                                  | 25 (77)                                  | 24 (75)                                  | 23 (73)                                  | 24 (75)                                  |
| أدنى درجة حرارة °م (°ف)                  | 16 (61)                                  | 17 (62)                                  | 16 (60)                                  | 18 (64)                                  | 18 (64)                                  | 19 (66)                                  | 21 (69)                                  | 20 (68)                                  | 21 (69)                                  | 19 (67)                                  | 18 (65)                                  | 17 (62)                                  | 16 (61)                                  |
| الهطول مم (إنش)                          | 95 (3.7)                                 | 60 (2.4)                                 | 49 (1.9)                                 | 118 (4.6)                                | 150 (5.9)                                | 112 (4.4)                                | 128 (5.0)                                | 138 (5.4)                                | 146 (5.7)                                | 142 (5.6)                                | 161 (6.3)                                | 126 (5.0)                                | 1٬431 (56.3)                             |
| المصدر: The National Weather Service     |                                          |                                          |                                          |                                          |                                          |                                          |                                          |                                          |                                          |                                          |                                          |                                          |                                          |

كوبا: عند خط العرض 22 درجة شمالاً
| البيانات المناخية لـهافانا                                                  | البيانات المناخية لـهافانا | البيانات المناخية لـهافانا | البيانات المناخية لـهافانا | البيانات المناخية لـهافانا | البيانات المناخية لـهافانا | البيانات المناخية لـهافانا | البيانات المناخية لـهافانا | البيانات المناخية لـهافانا | البيانات المناخية لـهافانا | البيانات المناخية لـهافانا | البيانات المناخية لـهافانا | البيانات المناخية لـهافانا | البيانات المناخية لـهافانا |
| الشهر                                                                       | يناير                      | فبراير                     | مارس                       | أبريل                      | مايو                       | يونيو                      | يوليو                      | أغسطس                      | سبتمبر                     | أكتوبر                     | نوفمبر                     | ديسمبر                     | المعدل السنوي              |
| --------------------------------------------------------------------------- | -------------------------- | -------------------------- | -------------------------- | -------------------------- | -------------------------- | -------------------------- | -------------------------- | -------------------------- | -------------------------- | -------------------------- | -------------------------- | -------------------------- | -------------------------- |
| الدرجة القصوى °م (°ف)                                                       | 32.5 (90.5)                | 33.0 (91.4)                | 35.9 (96.6)                | 36.4 (97.5)                | 36.9 (98.4)                | 37.2 (99.0)                | 38.0 (100.4)               | 36.1 (97.0)                | 37.5 (99.5)                | 35.4 (95.7)                | 35.0 (95.0)                | 34.8 (94.6)                | 38.0 (100.4)               |
| متوسط درجة الحرارة الكبرى °م (°ف)                                           | 25.8 (78.4)                | 26.1 (79.0)                | 27.6 (81.7)                | 28.6 (83.5)                | 29.8 (85.6)                | 30.5 (86.9)                | 31.3 (88.3)                | 31.6 (88.9)                | 31.0 (87.8)                | 29.2 (84.6)                | 27.7 (81.9)                | 26.5 (79.7)                | 28.8 (83.8)                |
| المتوسط اليومي °م (°ف)                                                      | 22.2 (72.0)                | 22.4 (72.3)                | 23.7 (74.7)                | 24.8 (76.6)                | 26.1 (79.0)                | 27.0 (80.6)                | 27.6 (81.7)                | 27.9 (82.2)                | 27.4 (81.3)                | 26.1 (79.0)                | 24.5 (76.1)                | 23.0 (73.4)                | 25.2 (77.4)                |
| متوسط درجة الحرارة الصغرى °م (°ف)                                           | 18.6 (65.5)                | 18.6 (65.5)                | 19.7 (67.5)                | 20.9 (69.6)                | 22.4 (72.3)                | 23.4 (74.1)                | 23.8 (74.8)                | 24.1 (75.4)                | 23.8 (74.8)                | 23.0 (73.4)                | 21.3 (70.3)                | 19.5 (67.1)                | 21.6 (70.9)                |
| أدنى درجة حرارة °م (°ف)                                                     | 5.1 (41.2)                 | 5.6 (42.1)                 | 5.4 (41.7)                 | 11.5 (52.7)                | 16.8 (62.2)                | 19.7 (67.5)                | 18.2 (64.8)                | 19.3 (66.7)                | 19.1 (66.4)                | 11.9 (53.4)                | 10.0 (50.0)                | 7.5 (45.5)                 | 5.1 (41.2)                 |
| معدل هطول الأمطار مم (إنش)                                                  | 64.4 (2.54)                | 68.6 (2.70)                | 46.2 (1.82)                | 53.7 (2.11)                | 98.0 (3.86)                | 182.3 (7.18)               | 105.6 (4.16)               | 99.6 (3.92)                | 144.4 (5.69)               | 180.5 (7.11)               | 88.3 (3.48)                | 57.6 (2.27)                | 1٬189٫2 (46.84)            |
| المصدر: المنظمة العالمية للأرصاد الجوية (الأمم المتحدة), Climate-Charts.com |                            |                            |                            |                            |                            |                            |                            |                            |                            |                            |                            |                            |                            |

### تغير المناخ
من المتوقع أن يتسبب ارتفاع مستوى سطح البحر في تآكل السواحل بسبب تغير المناخ. ووفقًا لوكالة ناسا، من المتوقع أن يرتفع مستوى سطح البحر بمقدار 0.3-1 متر (1-4 قدم) بحلول عام 2050. وفي أمريكا اللاتينية ومنطقة البحر الكاريبي، من المتوقع أن يتأثر 29 - 32 مليون شخص بارتفاع مستوى سطح البحر لأنهم يعيشون. ومن المتوقع أن تكون جزر البهاما وترينيداد وتوباغو الأكثر تضررًا حيث 80٪ على الأقل من إجمالي أراضي الدولتين تحت مستوى سطح البحر. كما ستتأثر مصادر الدخل الرئيسية، مثل السياحة، لأن العديد من مناطق الجذب السياحي الرئيسية مثل الشواطئ والفنادق تقغ بالقرب من الساحل.

## التنوع الحيوي

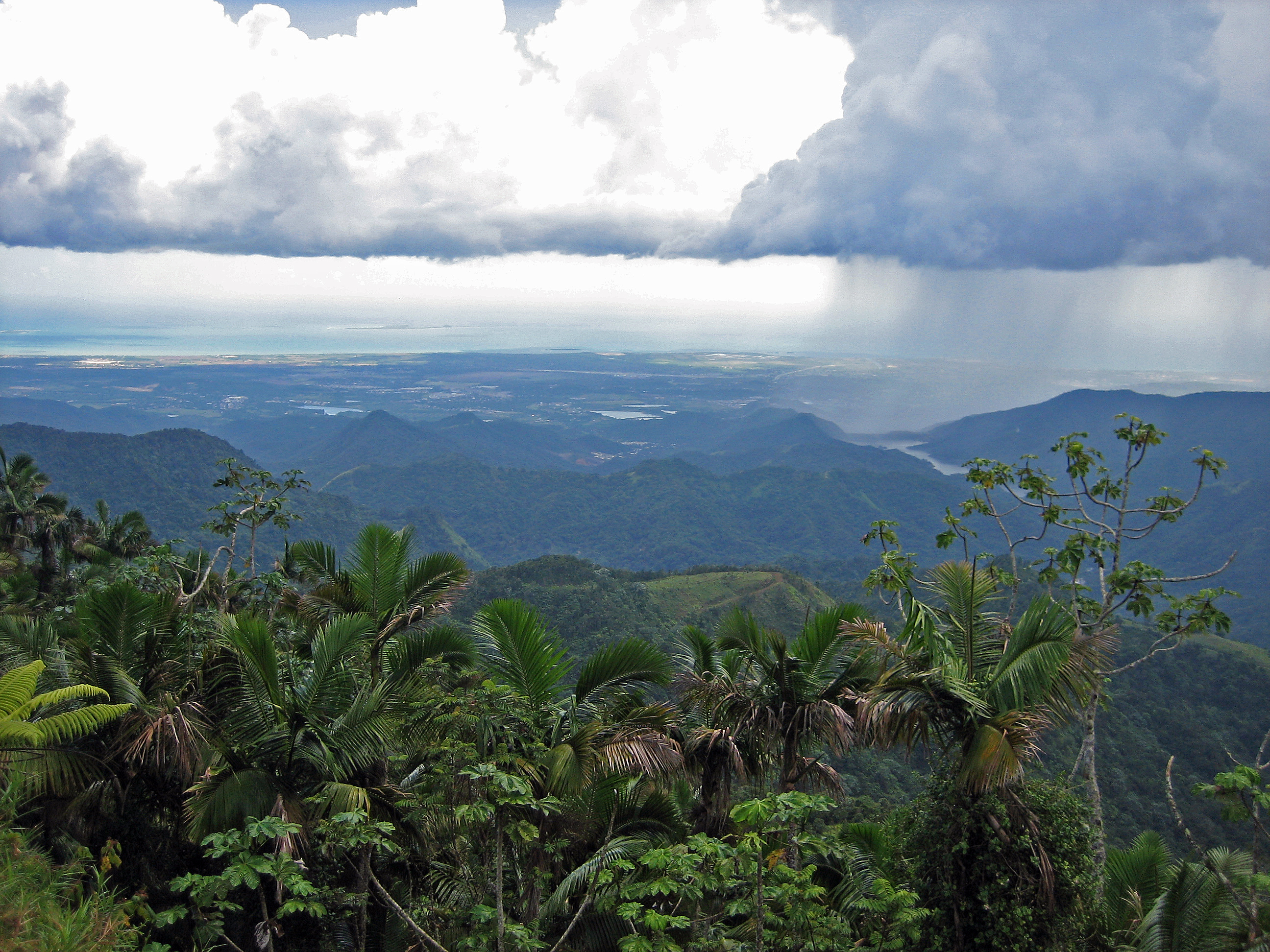
الشاطئ الجنوبي لبورتوريكو من جبال جايويا

تمتلك جزر الكاريبي واحداً من أكثر النظم البيئية تنوعًا في العالم. وتعتبر المنطقة بؤرة بيولوجية بسبب النظم الايكولوجية الأرضية والبحرية المتنوعة بشكل استثنائي. وتحتوي المنطقة أيضًا على حوالي 8٪ (حسب المساحة السطحية) من الشعاب المرجانية في العالم  جنبًا إلى جنب مع مروج أعشاب بحرية واسعة.
وشهدت الشعاب المرجانية في المنطقة، والتي تحتوي على حوالي 70 نوعًا من الشعاب المرجانية وما بين 500 و 700 نوع من الأسماك، تدهورًا سريعًا في سلامة النظم البيئية في السنوات الأخيرة، وتعتبر معرضة بشكل خاص للاحتباس احراري وتحمض المحيطات. ووفقًا لتقرير برنامج الأمم المتحدة للبيئة، قد تنقرض الشعاب المرجانية في منطقة البحر الكاريبي في السنوات العشرين القادمة بسبب الانفجار السكاني على طول الخطوط الساحلية، والصيد الجائر، وتلوث المناطق الساحلية والاحتباس الحراري.
ولقد دمرت العديد من النظم البيئية لجزر الكاريبي بسبب إزالة الغابات والتلوث والزحف البشري. وتحتوي المنطقة على عشرات الحيوانات المهددة بشدة. أشهرها الببغاء البورتوريكي، ونوعين من المشقوقات في كوبا وهيسبانيولا، والتمساح الكوبي. وقد أدى التنوع البيئي الطبيعي لجزر الكاريبي إلى نمو السياحة البيئية مؤخرً. وينمو هذا النوع من السياحة في الجزر التي تفتقر إلى الشواطئ الرملية والكثافة السكانية. 3